# 煮食爐

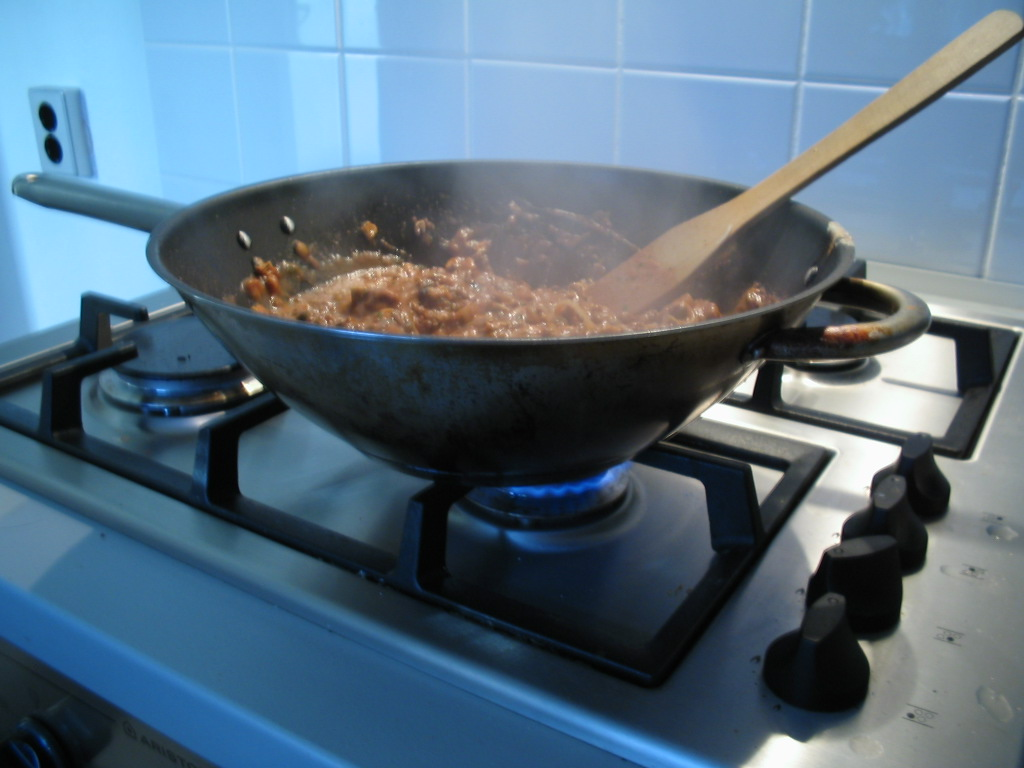
氣體煮食爐

煮食爐或称炉子、炉，是一種用來烹飪的廚具，通過加熱炊具來達到將食物變熟的目的，由於傳統的煮食爐是固定式的爐灶，現在有時也會把一些煮食爐稱為「爐灶」、「灶」等。有火爐等使用火來加熱的煮食爐，也有電磁爐這樣的用電加熱的煮食爐。

## 歷史

### 早期

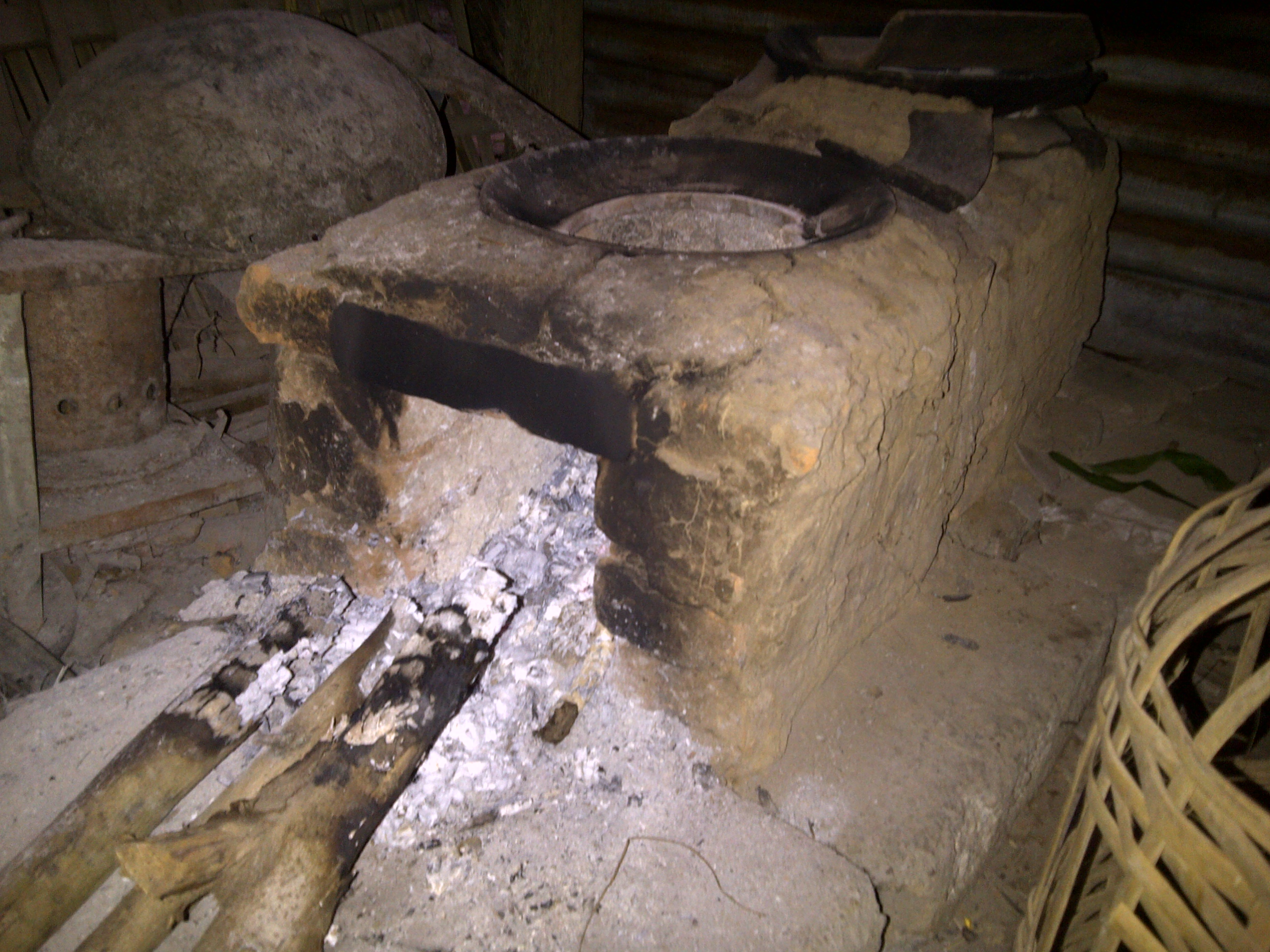
印度尼西亞的磚製灶，這種灶現在還在當地鄉村使用

早期的煮食爐是粘土、石材、磚頭等製作的，用最原始的火來加熱，稱為灶。中國在春秋戰國已經有灶君出現，孔子就有“与其媚于奥，宁媚于灶”之說。古希臘時也有用來烤麵包的火灶。 中國和中世紀的歐洲很早之前就使用磚砌、石製的爐灶來做飯。

### 近代的煮食爐

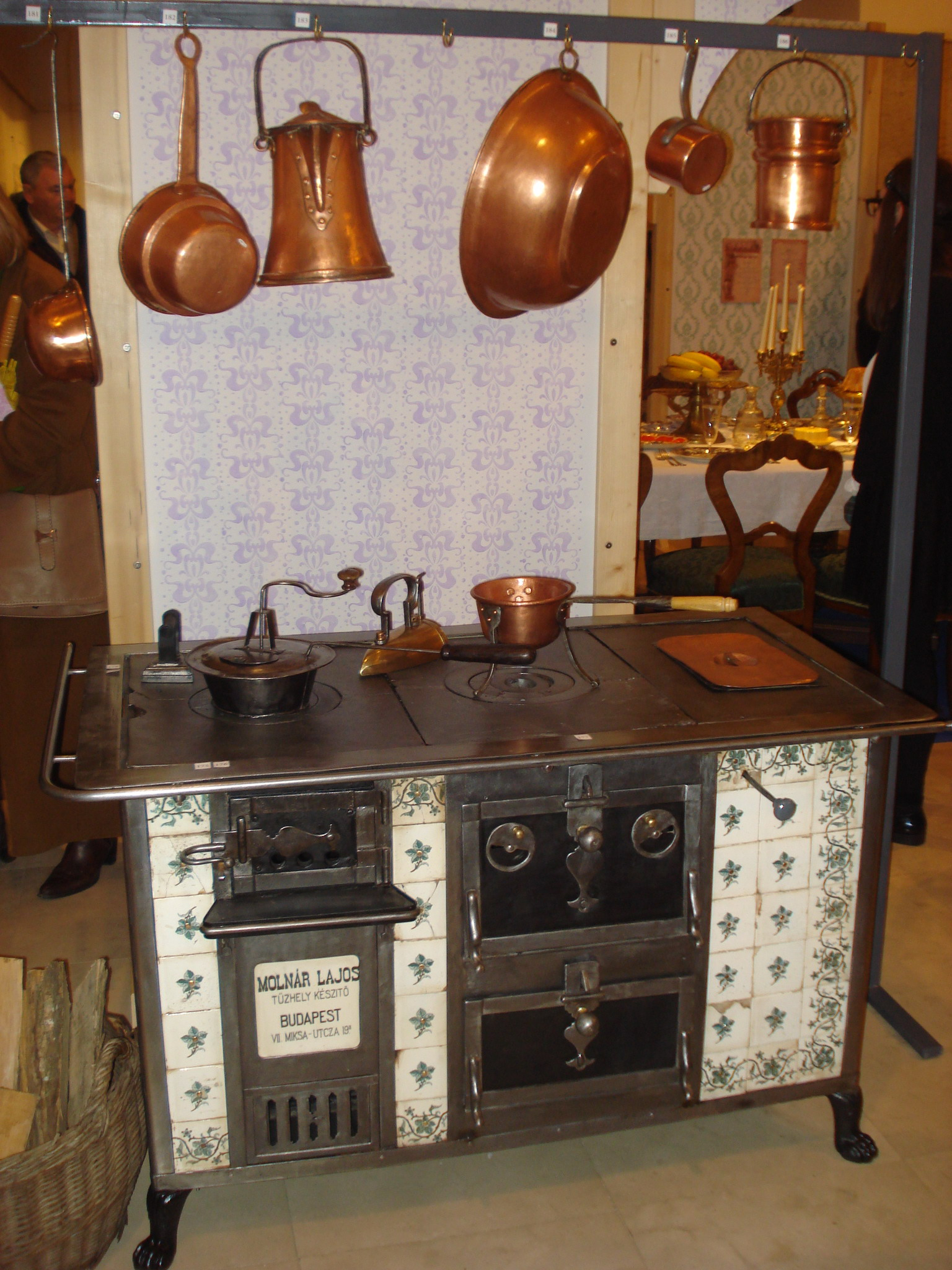
克羅地亞梅吉慕捷郡博物館中的19世紀布達佩斯製

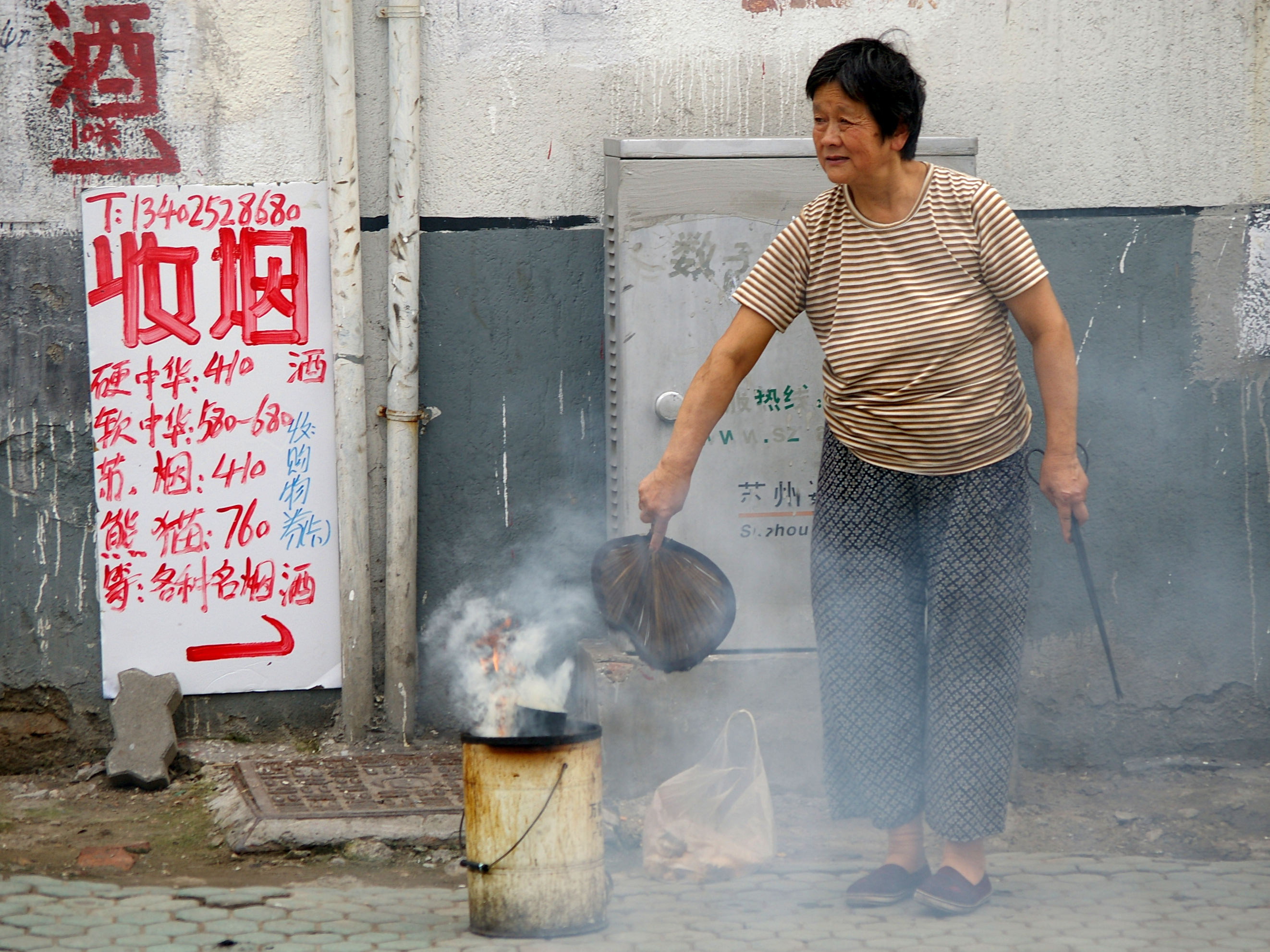
2009年苏州街头，一位使用芭蕉扇助燃蜂窝煤煤炉女性，另一手则持有拿取蜂窝煤的火鉗。

1800年左右本傑明·湯普森發明了鑄鐵的煮食爐，即倫福德爐（Rumford stove），這算得上是現代煮食爐的雛形。 他也曾設計過磚制煮食爐。
也就是在19世紀初的歐洲，鑄鐵的煮食爐取代了石頭灶。1850年代，現代化的、專門配有煮食爐的廚房在中產階級家庭中流行開來。1850年代美國女性瑪麗·艾伐（Mary Evard）發明了一種煮食爐，還在1868年註冊了專利 US76315和US76314， 並在聖路易斯世界博覽會上展出。 1867年紐約的伊麗莎白·霍克斯（Elizabeth Hawks）發明了附帶烤箱的煮食爐， 也獲得了很大的成功。
配合煤炉，日本发明的蜂窝煤成为20世纪东亚居民普遍使用的家用烹饪、取暖燃料。

### 天然氣和電加熱的煮食爐

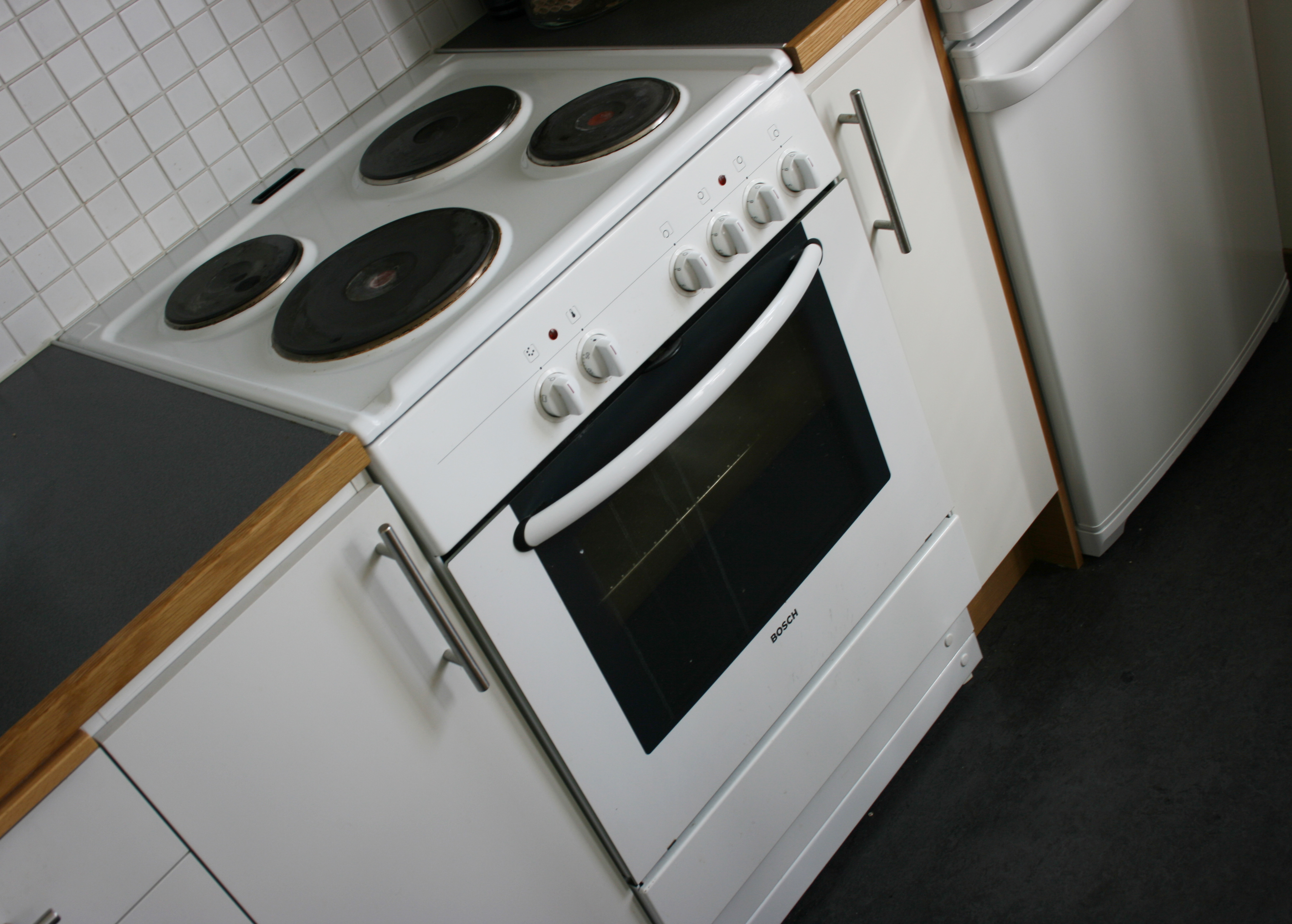
一台現代化電爐，其上有四個加熱板，其下是烤箱

19世紀的煮食爐大多數仍然使用煤炭或木頭來點火， 但1820年代第一個天然氣煮食爐就已經出現了。1826年英格蘭北安普頓的詹姆斯·夏普（James Sharp）註冊了一個天然氣煮食爐專利，1828年後他的專利就由史密斯和菲利普斯（Smith & Philips）公司市場化 ，1836年開啟了最早的天然氣灶工廠。法國廚師亞歷克西斯·索亞在1841年開始給自己的煮食爐接入天然氣管道。
在電氣時代來臨之後，電力很快就成為了煮食爐的熱力來源。加拿大發明家托馬斯·埃亨在1892年成為了最早將電氣煮食爐專利化的人。 1893年的芝加哥世界博覽會上這種電氣灶曾參展。
但電氣煮食爐的普及因電力供應問題而一直難以普及， 1905年11月29日大衛·科爾·史密斯為他設計的電氣灶申請了澳大利亞專利No. 4699/05，這是最早的實用型電氣灶之一。
電磁爐的發明也要追溯到1900年代初， 當時也出現了第一個電磁爐專利。 1950年代通用汽車的子公司富及第在北美洲巡迴展出了他們設計的電磁爐， 當時的宣傳是在電磁爐與鍋之間放了一張報紙，以報紙沒有被點燃來顯示其安全性。1970年代西屋公司發明電磁爐也很大程度上影響了這種電器的推廣。